# Nhà xuất bản Giáo dục Việt Nam
Nhà xuất bản Giáo dục Việt Nam (tên đầy đủ là Công ty Trách nhiệm hữu hạn một thành viên Nhà xuất bản Giáo dục Việt Nam) là một nhà xuất bản và là Doanh nghiệp nhà nước trực thuộc Bộ Giáo dục và Đào tạo.
Nhà xuất bản Giáo dục Việt Nam có nhiều chi nhánh và công ty con trên toàn quốc.

## Lịch sử thành lập và nhiệm vụ
Được thành lập ngày 1/6/1957 (tên gọi ban đầu là Nhà xuất bản Giáo dục), Nhà xuất bản được giao nhiệm vụ tổ chức biên soạn, biên tập, in ấn và tổng phát hành các loại sách giáo khoa và các xuất bản phẩm giáo dục, phục vụ giảng dạy, học tập của các ngành học, bậc học trong nước; đồng thời phát hành sách và Thư viện trường học.

## Lãnh đạo
- Chủ tịch Hội đồng Thành viên kiêm Tổng Giám đốc: Nguyễn Tiến Thanh[2]
- Tổng Biên tập: Phạm Vĩnh Thái

### Các đời Tổng Giám đốc
1. Ông Nguyễn Ngọc Sính: Chủ nhiệm (1957-1970)
2. Ông Nguyễn Văn Hải: Chủ nhiệm (1971-1977)
3. Ông Nguyễn Sỹ Tỳ: Chủ nhiệm (1978-1984)
4. Ông Nguyễn Đức Nam: Giám đốc (1985-1988)
5. Ông Đào Văn Phúc: Quyền Giám đốc (1988-1989)
6. Ông Trầm Trâm Phương: Giám đốc (1989-1995)
7. Ông Phạm Văn An: Giám đốc (1995-1999)
8. Ông Ngô Trần Ái: Giám đốc (1999-2003); Tổng giám đốc (từ 2003)
9. Ông Vũ Văn Hùng
10. Ông Hoàng Lê Bách (2017-2024)
11. Ông Nguyễn Tiến Thanh (từ 2024)

## Các hoạt động
Trên chặng đường hơn 65 năm xây dựng và trưởng thành, Nhà xuất bản Giáo dục Việt Nam hoàn thành các nhiệm vụ được giao. Đảm bảo xuất bản, cung ứng, biên soạn sách giáo khoa, ấn phẩm giáo dục cho học sinh và giáo viên trên toàn quốc, không để tình trạng sốt sách, thiếu sách; đáp ứng nhu cầu xã hội.
Đặc biệt từ năm 2002, Nhà xuất bản Giáo dục Việt Nam đã hoàn thành xuất sắc việc cung ứng sách giáo khoa từ lớp 1 đến lớp 12 theo chương trình mới, theo nghị quyết 40/2000/QH10 ngày 9 tháng 12 năm 2000 của Quốc hội về đổi mới chương trình học phổ thông.
Từ khi Bộ Giáo dục và Đào tạo ban hành Chương trình Giáo dục phổ thông 2018, Nhà xuất bản Giáo dục Việt Nam dành toàn bộ nguồn nhân lực và cơ sở vật chất, đã huy động gần 1000 tác giả là các thầy, cô giáo, chuyên gia giáo dục, có bề dày kinh nghiệm và trình độ, đạo đức bậc cao (từ Cử nhân trở lên) cũng như có trách nhiệm trong việc biên soạn SGK mới đảm báo các tiêu chí "Chuẩn mực - Khoa học - Hiện đại", vừa bám sát các văn bản pháp quy và tiêu chuẩn SGK theo CT mới, vừa am hiểu xu hướng, tâm sinh lý và năng lực của học sinh ở từng cấp học, vừa học hỏi và tiếp thu những kinh nghiệm viết SGK của các nước có nền Giáo dục tiên tiến trên thế giới như Anh, Mỹ, Australia, Hàn Quốc, Nhật Bản,... Trên tinh thần tiến bộ và mới mẻ, Nhà xuất bản Giáo dục Việt Nam đã cho ra đời các bộ SGK mới, tiêu biểu nhất là hai bộ "Kết nối tri thức với cuộc sống" và "Chân trời sáng tạo" Lưu trữ ngày 10 tháng 9 năm 2024 tại Wayback Machine.
Các SGK mới này đã được các địa phương, nhà trường và đông đảo phụ huynh - học sinh nhiệt tình đón nhận nhờ những bước ngoặt ngoạn mục về thiết kế sách, phong cách mĩ thuật mới lạ và độc đáo, nội dung vừa chuẩn xác, vừa gần gũi và thân thương như đời sống thường nhật, lại còn mang đến cho giáo viên và học sinh những chân trời tri thức mới lạ, bổ ích và lí thú. Ngoài ra sách được trình bày theo cấu trúc chặt chẽ qua các pha hoạt động, giúp học sinh huy động nguồn vốn kiến thức, trải nghiệm và cái nhìn từ cuộc sống và hỗ trợ phát triển phẩm chất - năng lực của học sinh theo tinh thần chung của CT 2018.
Nhà xuất bản còn phát triển hệ sinh thái sản phẩm hỗ trợ công tác dạy và học như sách điện tử kèm học liệu đa dạng và bài tập tương tác , nền tảng tập huấn trực tuyến giúp các cấp trên quản lý thống kê chi tiết và chính xác về kết quả của các hoạt động quản lý, tập huấn giáo viên ; tài liệu bồi dưỡng, tập huấn cho công tác giảng dạy cũng như sinh hoạt chuyên môn luôn được cập nhật qua mỗi lần thay sách cho mỗi khối; giáo án, bài giảng minh họa, phân phối chương trình cũng được cung cấp thường xuyên làm chất liệu quan trọng góp phần cho sự thành công của công cuộc đổi mới giáo dục phổ thông của nước nhà.

### Hoạt động xã hội
Nhà xuất bản Giáo dục Việt Nam cũng là đơn vị hoạt động tích cực trong việc tham gia các hoạt động xã hội như việc nuôi dưỡng 10 bà mẹ Việt Nam anh hùng, xây dựng nhiều nhà tình thương v.v.

## Giải thưởng
Nhân kỷ niệm 50 năm ngày thành lập (1957-2007), Nhà nước Việt Nam đã phong tặng Huân chương Hồ Chí Minh cho Nhà xuất bản Giáo dục Việt Nam, ngoài ra Nhà xuất bản Giáo dục Việt Nam còn nhận được vương miện kim cương - chất lượng quốc tế.

## Chi nhánh tại Thành phố Hồ Chí Minh
Được thành lập năm 1976 và hoạt động cho tới nay, chi nhánh phụ trách xuất bản sách giáo khoa, ấn phẩm giáo dục, và có công ty con trực thuộc mang tên "Công ty Sách-Thiết bị trường học Thành phố Hồ Chí Minh".

### Lịch sử thành lập
Vào tháng 7 năm 1976, Bộ Giáo dục-Đào tạo đã có quyết định chi nhánh Cục xuất bản tại Thành phố Hồ Chí Minh, trực thuộc Cục xuất bản (Bộ Giáo dục-Đào tạo).
Đến năm 1979, Bộ Giáo dục-Đào tạo có quyết định 84/QĐ tách chi nhánh Nhà xuất bản Giáo dục ra khỏi chi nhánh Cục xuất bản tại Thành phố Hồ Chí Minh.
Năm 1992, Bộ Giáo dục-Đào tạo hợp nhất Nhà xuất bản Đại học-THCN thành Chi nhánh Nhà xuất bản Giáo dục tại Thành phố Hồ Chí Minh 

### Nhiệm vụ
Trên chặng đường 45 năm qua, tập thể, lãnh đạo Nhà xuất bản Giáo dục Việt Nam tại Thành phố Hồ Chí Minh đã đưa những sản phẩm giáo dục đến những học sinh, giáo viên, trường học nhanh nhất, thuận tiện nhất cho đáp ứng yêu cầu nâng cao chất lượng dạy và học trong các nhà trường.

### Hoạt động xã hội
Nhà xuất bản Việt Nam tại Thành phố Hồ Chí Minh luôn chú trọng những hoạt động trong xã hội. Nhiều hoạt động của Nhà xuất bản Giáo dục Việt Nam tại Thành phố Hồ Chí Minh đã để lại những ấn tượng tốt cho dư luận xã hội và ngành giáo dục.

### Giải thưởng
Từ những kết quả đạt được của Nhà xuất bản Giáo dục Việt Nam tại Thành phố Hồ Chí Minh, đơn vị đã nhận được những huân chương của Nhà nước Việt Nam trao tặng, bao gồm: 
- Năm 1992: Huân chương Lao động hạng III
- Năm 2004: Huân chương Lao động hạng I
- Năm 2009: Huân chương Độc Lập hạng III